# Cal Ticó
Cal Ticó és una masia situada al municipi de Castellnou de Bages, a la comarca catalana del Bages. És envoltat per tres cursos d'aigua diferents, incloent-hi la riera de Sant Cugat i la riera de Tordell.